# Batalla de Vargas
La batalla de Vargas, también llamada acción de Vargas, tuvo lugar el día 3 de noviembre de 1833, al principio de la primera guerra carlista en España, cuando las tropas leales al infante don Carlos avanzaban para tomar la ciudad de Santander.

## Desarrollo
Una vez alcanzada Reinosa por el regimiento mandado por el teniente coronel Juan Felipe de Ibarrola, este continuó con sus soldados hacia Toranzo, donde se uniría a las tropas de Echevarría, estacionadas en Puente Viesgo, y esperarían la llegada del comandante Santiago Villalobos, que ya había ocupado Torrelavega. La unión de estas tres fuerzas de combate carlistas en Vargas hacía posible la formación de un contingente numeroso y con garantías para iniciar el asalto y toma de Santander. A primeras horas del tres de noviembre, ya se encontraban en Vargas unos trescientos hombres de Echevarría e Ibarrola esperando la unión de las tropas de Villalobos, que aún no había salido de Torrelavega.
Al conocerse en Santander la noticia de la concentración de estas fuerzas que amenazaban con avanzar hacia la capital, el Coronel Fermín Iriarte salió con una improvisada columna de unos cuatrocientos hombres, en un intento de detener la ofensiva carlista. Cuando llegaron al puente de Carandía, el encuentro con una anciana que minutos antes había pasado entre los carlistas le iba a resultar providencial. Se trataba de Manuela García de la Macorra, de sesenta y cinco años y vecina de Renedo, que tenía enfermo a su hijo Miguel y había salido a la botica de Vargas, en el barrio de Llano, a por unas medicinas.
La señora Manuela estaba impresionadísima, pues en su recorrido de vuelta de la botica desde Tintiro a la carretera por la Cuesta de la Garita y desembocar en Riopozo, pasó entre muchos militares en pie de guerra. Mayor sorpresa fue cuando llegó al puente de Carandía y se topó con los guerreros liberales de Iriarte, recién llegados de Santander. «Hijos míos, no vayáis más para allá, que os van a matar», relatando con todo lujo de detalles lo que había visto en su camino.
Sus noticias fueron recibidas con gran satisfacción por Fermín Iriarte, quien prevenido por Manuela y ayudado con las informaciones sobre el terreno y los caminos más apropiados por Felipe Peña, un muchacho de Vargas que iba en su columna, preparó a sus hombres para la lucha.
Al anochecer, las fuerzas de Iriarte se lanzaron contra los carlistas que, sorprendidos por el ataque, abandonaron sus posiciones, rehuyeron el combate y rápidamente se dispersaron por los montes cercanos, dejando sobre el campo de batalla la mayoría de las armas y efectos militares, así como seis muertos y 112 prisioneros, entre los que se encontraba el teniente coronel Ibarrola.
La noticia llegó rápidamente a Santander, pero reflejando un resultado contrario al sucedido en la acción. De este modo, la ciudad se preparó para la defensa ante el próximo asalto carlista, disponiendo fosos, estacas y otras obras de fortificación para tratar de repeler el próximo ataque. Sin embargo, tras unas horas de máxima tensión en la capital, llegó el capitán Francisco Gómez de la Torre con un pliego de Iriarte, en el que describía un triunfo glorioso sin bajas, en apenas treinta minutos y gracias a las noticias de «una Vieja de Vargas». El júbilo en la ciudad fue desmesurado, repicaron campanas y la gente salió a la calle dando incesantes y desaforados vivas a la «Vieja de Vargas», en agradecimiento al servicio dado por la señora a las tropas liberales.
Cuentan los estrategas militares y los historiadores de esta época, que la «Acción de Vargas» tuvo escasa importancia militar, tanto por los pocos efectivos empleados como por su corta duración y reducido número de bajas. Sin embargo, sí tuvo gran trascendencia en el curso de la guerra, pues dejó a Cantabria definitivamente fuera de la órbita carlista. También es un claro reflejo de cómo la propaganda liberal magnifica una pequeña escaramuza (6 muertos) para atraerse el todavía débil apoyo del pueblo.
En recuerdo de este acontecimiento y en agradecimiento a Doña Manuela, Santander puso los nombres de Vargas y Tres de noviembre a dos de sus calles principales. Además una de las gigantillas de Santander representa a la Vieja de Vargas.